# Tandridge
Tandridge es una parroquia civil y un pueblo del distrito de Tandridge, en el condado de Surrey (Inglaterra).

## Geografía
Según la Oficina Nacional de Estadística británica, Tandridge tiene una superficie de 10,98 km².

## Demografía
Según el censo de 2001, Tandridge tenía 686 habitantes (48,25% varones, 51,75% mujeres) y una densidad de población de 62,48 hab/km². El 21,28% eran menores de 16 años, el 75,07% tenían entre 16 y 74 y el 3,64% eran mayores de 74. La media de edad era de 38,48 años. Del total de habitantes con 16 o más años, el 22,78% estaban solteros, el 64,07% casados y el 13,15% divorciados o viudos.
El 94,46% de los habitantes eran originarios del Reino Unido. El resto de países europeos englobaban al 1,6% de la población, mientras que el 3,94% había nacido en cualquier otro lugar. Según su grupo étnico, el 99,56% eran blancos y el 0,44% mestizos. El cristianismo era profesado por el 79,12% y el judaísmo por el 0,58%, mientras que el 12,55% no eran religiosos y el 7,74% no marcaron ninguna opción en el censo.
371 habitantes eran económicamente activos, 368 de ellos (99,19%) empleados y 3 (0,81%) desempleados. Había 269 hogares con residentes, 5 vacíos y 5 eran alojamientos vacacionales o segundas residencias.